# هاینتس اشترل
هاینتس اشترل (به آلمانی: Heinz Strehl) بازیکن فوتبال و مهاجم اهل آلمان است که از سال ۱۹۶۲ میلادی عضو تیم ملی فوتبال آلمان بوده‌است. وی در ۴ بازی ملی حضور داشته است و آخرین بازی ملی خود را در سال ۱۹۶۵ میلادی انجام داد. هاینتس اشترل در بازی‌های ملی‌اش ۴ گل به ثمر رساند.